# 海のエコラベル
海のエコラベル（うみのエコラベル、MSC認証、MSCエコラベル）とは、国際的な非営利団体（NPO）である海洋管理協議会（Marin Stewardship Council, MSC）の環境規格に適合した漁業で獲られた水産物に認められる証である。MSCラベルとも呼ばれる。MSCは、減少傾向にある世界の水産資源の回復を目指し、1997年に設立された。本部はイギリスのロンドンにある。

## 概要
漁業が、MSCの「持続可能な漁業のための原則と基準」に則り「MSC漁業認証」を取得し、その漁業で獲られた水産物を、流通～製造・加工～販売のすべての過程において「CoC認証」を取得した企業が適切に管理することで、はじめて「海のエコラベル」のついた商品として消費者に届けられる。
海のエコラベルは、持続可能な漁業および水産物のトレーサビリティの確保を実現する。

## 持続可能な漁業のための3つの原則[5]
資源の持続可能性
過剰な漁獲を行わず、資源を枯渇させないこと。
枯渇した資源については、回復を論証できる方法で漁業をおこなうこと。
漁業が生態系に与える影響
漁業が依存する生態系の構造、多様性、生産力等を維持できる形で漁業を行うこと。
漁業の管理システム
地域や国内、国際的なルールを尊重した管理システムを有すること。また、持続可能な資源利用を行うための制度や体制を有すること。

## 日本における認証取得済みの漁業[8]
京都府機船底曳網漁業連合会のズワイガニ、アカガレイ漁業（2008年9月）
日本の漁業による初めての漁業認証は、京都府機船底曳網漁業連合会のズワイガニとアカガレイ漁業。これは日本のみならずアジアでも初めてのMSC認証取得漁業だった。
北海道漁業協同組合連合会のホタテガイ漁業（2013年5月）
世界最大規模の漁獲高を誇る（年間約40万トン）北海道漁業協同組合連合会のホタテガイ漁業は、2013年5月に認証を取得。

## テレビ番組
- 日経スペシャル ガイアの夜明け 限りある魚を守れ～世界の水産資源の危機～（2007年11月27日、テレビ東京）[9]。- 「MSCマーク」の仕組みとその実態、そして京底連（京都府機船底曳網漁業連合会）の挑戦を取材。